# Ostrea
Ostrea (nome volgare ostrica) è un genere di molluschi bivalvi dalla conchiglia tondeggiante ricoperta di lamelle squamose ondulate.
Le due valve sono disuguali e quella inferiore, a cui è ancorato l'animale, è più grande e incavata della superiore. Il mollusco ha corpo di forma tondeggiante, con i margini dei due lembi del mantello frangiati. Vive in tutti i mari d'Europa a bassa profondità, abbarbicata alle rocce o ad altri corpi solidi.
Alcune ostriche, principalmente le specie dei mari orientali, producono perle. È molto apprezzata nella cucina mediterranea.

## Storia
Numerosi scavi archeologici hanno dimostrato che il consumo alimentare di ostriche risale agli albori dell'umanità, e l'ostrica è uno dei primi alimenti consumati dalla specie umana. Facili da trovare, raccogliere ed aprire, da sempre le ostriche sono stati molluschi molto versatili e possono essere consumati crudi, cotti al vapore, fritti o ripieni. 
Cumuli di gusci d'ostrica (middens in inglese) preistorici sono stati rinvenuti in diversi litorali del mondo.
Si pensa che il primo popolo della storia ad avviare l'ostricoltura sia quello cinese, ma data la scarsità di fonti attendibili è solo col periodo romano che si evidenzia con certezza uno sfruttamento sistematico delle ostriche.
Il consumo di ostriche è stato, sin dal periodo preistorico, un elemento importante dell'alimentazione nel bacino del Mar Mediterraneo, infatti diversi cumuli di gusci di ostriche furono rinvenuti da Heinrich Schliemann durante i suoi scavi a Micene. Buona parte della costa greca è da sempre ricca di ostriche allo stato naturale, così come le coste egiziane, francesi ed italiane.
Nella Roma Imperiale di Nerone ci fu una vera e propria "moda" del consumo di ostriche, che da piatto povero divenne invece un alimento riservato ai ceti sociali più facoltosi. In particolare, è certo che durante il periodo neroniano giungessero a Roma navi cariche di ostriche provenienti dalla Britannia, molto diverse da quelle che si potevano raccogliere lungo le coste italiane. A tal proposito molti studiosi si sono spesso posti il quesito su come queste ostriche della Manica potessero giungere fresche nella Capitale dell'Impero e si è più volte ipotizzato che venissero conservate sotto uno strato di ghiaccio o in giare ricolme di acqua marina che veniva ciclicamente cambiata durante il viaggio.
Inoltre buona parte dell'approvvigionamento romano proveniva dall'ostricoltura che si praticava lungo le coste francesi ma già tra il I e II sec. a.C. furono documentati i pregiatissimi ostrearia di Baia, nel Lago di Lucrino citati da Cicerone, Varrone e da Plinio il Vecchio. Alcune ostriche provenienti da tale allevamento sono state rinvenute negli scavi di Pompei. I metodi utilizzati per l'allevamento di ostriche furono ben descritti dal poeta romano Decimo Magno Ausonio, vissuto nel IV secolo dopo Cristo.

## Riproduzione
Le ostriche sono ermafroditi sequenziali alternati, cioè cambiano sesso in base alle necessità riproduttive. Le uova sono contenute nella cavità palleale dell'esemplare femmina, dove avviene la fecondazione e il processo di maturazione dallo stato di zigote fino allo stadio larvale. Dopo questo periodo vi è il rilascio della progenie allo stadio di veliger, le quali attraversano una fase pelagica di 8-10 giorni, durante la quale possono essere disperse dalle correnti d’acqua, causando la perdita di quantità medio-grandi di molluschi maturi.

## Alcune specie
- Ostrea conchaphila (Carpenter, 1857)
- Ostrea cristata (Born, 1778)
- Ostrea edulis (Linnaeus, 1758)
- Ostrea equestris (Say, 1834)
- Ostrea lurida (Carpenter, 1864)
- Ostrea megadon (Hanley, 1846)
- Ostrea sandvicensis

## In letteratura
Nella narrativa di Giovanni Verga è presente l'ideale dell'ostrica.